# Joana de Montfaucon
Joana de Montfaucon (em francês:  Jeanne; m. Nozeroy, 14 de maio de 1445) foi suo jure Senhora de Montfaucon, Vuillafans,  Bouclans, Vercel, Cicon e de Réaumont. Foi princesa consorte de Orange como a primeira esposa Luís II de Chalon-Arlay.

## Família
Joana foi a terceira filha nascida de Henrique II de Montfaucon, senhor d'Orbe, d'Echallens, e de Montagny-le-Corboz, e de sua esposa, Maria de Châtilon, viscondessa de Blaigny. Seus avós paternos eram Estêvão de Montfaucon, conde de Montbéliard e Margarida de Chalon. Seus avós maternos eram Gaucher de Châtillon-sur-Marne e Joana de Coucy.
Ela tinha três irmãs: Henriqueta, condessa de Montbéliard em direito próprio, esposa do conde Ebehardo IV de Württemberg; Margarida, senhora d'Orbe, d'Echallens, de Bottens e de Montagny-le-Corboz, esposa de Humberto de Villersexel, conde de la Roche, e uma irmã mais nova, Inês, senhora de Marnay e do Fay, e viscondessa de Blaigny, casada com Teobaldo IX, senhor de Neuchâtel.

## Biografia

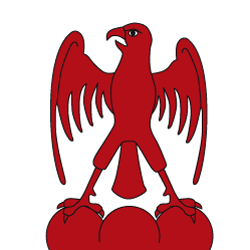
Brasão da Casa de Montfaucon.

Em abril de 1411, Joana casou-se com Luís II de Chalon-Arlay, senhor de Arlay, filho de João III de Chalon-Arlay e de Maria de Baux-Orange, princesa de Orange.
Em outubro de 1417, Joana tornou-se princesa de Orange com a aquisição do título pelo marido, como sucessor de sua mãe, Maria
A princesa faleceu em 14 de maio de 1445, com idade desconhecida, em Nozeroy, na França.
Após sua morte, Luís casou-se novamente mais duas vezes. Sua segunda esposa foi Leonor de Armagnac, com quem teve quatro filhos, e sua terceira e última esposa foi Branca de Gamaches.

## Descendência
O casal teve dois filhos:
- João de Chalon (m. 7 de agosto de 1426);
- Guilherme VII de Chalon (m. 27 de setembro de 1475) sucessor do pai como príncipe de Orange, senhor de Arlay e de Arguel. Foi marido de Catarina da Bretanha, filha de Ricardo, Conde de Étampes, com quem teve um filho, João IV de Chalon-Arlay.